# 貝克威爾
貝克威爾（Bakewell）是英國英格蘭德比郡的一座集鎮和民政教區，以貝克威爾布丁而著稱。據2011年英國人口普查，這裡有人口3,949人。2019年估計有人口3,695人。

## 外部連結
- BakewellOnline.co.uk - Dedicated to Bakewell （页面存档备份，存于）
- Chisholm, Hugh (编). .  (第11版). London: Cambridge University Press. 1911.
- 《末日審判書》上的/bakewell/ Bakewell

53°12′50″N 1°40′34″W / 53.214°N 1.676°W